# Combatants Will Be Dispatched!
Combatants Will Be Dispatched! (яп. 戦闘員、派遣します！, Sentōin, Haken Shimasu!, укр. Бійці будуть відправлені! або Комбатанти будуть вислані!) — серія ранобе, написана Нацуме Акацукі та ілюстрована Какао Лантанумом. Спочатку вона публікувалася як веб-роман на платформі Shōsetsuka ni Narō між серпнем і вереснем 2012 року. Видавництво Kadokawa Shoten публікує серію з листопада 2017 року під імпринтом Kadokawa Sneaker Bunko. Манґа-адаптація з малюнками Масаакі Кіаси публікувалася в сейнен журналі Monthly Comic Alive від Media Factory з березня 2018 до березня 2024 року. Як ранобе так і манґа ліцензовані в Північній Америці компанією Yen Press. Аніме-адаптація вироблена студією J.C. Staff, виходила з квітня по червень 2021 року.

## Сюжет
Майже завершивши своє завоювання Землі, зла корпорація Кісарагі вирішила розширити свої операції на інші планети схожі на Землю у всесвіті, відправивши Бойового Агента 6 та новітній бойовий дрон Алісу на фантастичну планету через неперевірений телепорт. Невдовзі після прибуття 6 і Аліса опиняються призваними до військ Королівства Грейс. Однак 6 необхідно зібрати достатньо «Злих Балів» щоб допомогти Кісарагі закріпитися на цій новій планеті. 6 та Аліса повинні балансувати між своєю роботою на користь Кісарагі та порятунком Королівства Грейс і його принцеси від наступаючої армії демонів.

## Персонажі
Бойовий Агент 6 (яп. 戦闘員六号, Sentōin Roku-Gō)
Один із перших бойових агентів корпорації Кісарагі, чий справжнє ім'я не розкрито. 6 виконує роль розвідника для Кісарагі на іншій планеті (обраний випадковим чином), постійно потрапляючи в безчестні чи похітливі ситуації щоб збільшити свої Злі Бали. Його хитрі тактики корисні у боротьбі з демонами яких він зустрічає. Він знайомий з Верховними Лідерами Кісарагі завдяки їхньому спільному минулому.
Аліса Кісарагі (яп. キサラギ＝アリス, Kisaragi Arisu)
«Прикольна дівчина-андроїд Кісарагі» Аліса — бойовий дрон, нещодавно створений Ліліт, яка заявляє, що має силу маленької дівчини, але здатна використовувати рушницю, яку 6 викликає для неї на самому початку. Аліса також стверджує, що має потужний самознищувальний пристрій, вмонтований у неї, який спрацьовує після достатнього пошкодження. Вона часто виконує роль «правильного» персонажа поруч з витівками 6.
Сноу (яп. スノウ, Sunō)
Амбіційна командирка Королівської Гвардії принцеси Тілліс яка піднялася з нетрів, головним чином мотивована багатством і славою. Після інциденту з привнесенням 6 і Аліси до Королівства, Сноу понижена у посаді і змушена служити виконавчим офіцером 6. Сноу має звичку витрачати свої гроші на дорогі мечі з розкішними назвами.
Роза (яп. ロゼ, Roze)
Химера у вигляді маленької дівчинки, яка може копіювати здібності будь-якої істоти яку вона з'їдає. Роза сприймає слова свого покійного творця як істину через що іноді говорить різкі репліки.
Грім (яп. グリム, Gurimu)
Архієпископ Зенаріта та повія з жахливим характером (за словами 6), яка часто засинає під час бою. Вона темна магістерка, здатна накладати прокляття на своїх ворогів. Однак її прокляття діють «можливо 80 % часу» і «рівень успіху падає як камінь», коли вона використовує однакові формулювання або навіть може зачепити її саму. Грім прикута до інвалідного візка, але лише тому, що прокляття обернулося проти неї через що вона не може носити взуття. Як архієпископ Зенаріта, Грімм може бути воскресена після смерті, якщо буде принесена жертва в місцевому храмі або святині.
Заморожена Астарот (яп. 氷結のアスタロト, Hyōketsu no Asutaroto)
Одна з Верховних Лідерів Кісарагі, яка має силу заморожувати своїх ворогів в лід. Таємно закохана в 6.
Палаюча Беліал (яп. 業火のベリアル, Gōka no Beriaru)
Одна з Верховних Лідерів Кісарагі, здатна створювати полум'я з своїх рук. Легко соромиться коли згадують її родину. 6 випадково розкрив що її справжнє ім'я — Юкарі.
Чорна Ліліт (яп. 黒のリリス, Kuro no Ririsu)
Одна з Верховних Лідерів Кісарагі, маленька дівчина яка розробляє та будує різноманітні високотехнологічні пристрої.
Принцеса Тілліс (яп. ティリス王女, Tirisu Hime) / Cristoseles Tillis Grace (яп. クリストセレス • ティリス • グレイス, Kurisutoseresu Tirisu Gureisu)
Принцеса та нинішня правителька Королівства Грейс, чия королівська родина таємниче зникла.
Хейне (яп. 炎のハイネ, Honō no Haine)
Член Чотирьох Небесних Королів Армії Демонів, відома як «Хейне полум'я», котра має контроль над вогнем.

## Медіа

### Ранобе
Перший том ранобе був опублікований 1 листопада 2017 року видавництвом Kadokawa Shoten під імпринтом Kadokawa Sneaker Bunko. Станом на червень 2022 року опубліковано сім томів. Серія світлих романів публікується в Північній Америці компанією Yen Press.
| № | Дата виходу      | ISBN                   |
| - | ---------------- | ---------------------- |
| 1 | 1 листопада 2017 | ISBN 978-4-04-106110-7 |
| 2 | 1 травня 2018    | ISBN 978-4-04-106112-1 |
| 3 | 1 квітня 2019    | ISBN 978-4-04-107556-2 |
| 4 | 1 вересня 2019   | ISBN 978-4-04-107557-9 |
| 5 | 1 січня 2020     | ISBN 978-4-04-108974-3 |
| 6 | 1 вересня 2020   | ISBN 978-4-04-109537-9 |
| 7 | 1 червня 2022    | ISBN 978-4-04-109538-6 |

### Манґа
Манґа-адаптація, ілюстрована Масаакі Кіасою, публікувалася в манґа-журналі Monthly Comic Alive від Media Factory з 27 березня 2018 року до 27 березня 2024 року. Серія зібрана в дванадцяти томах танкобонів. Манґа також публікується в Північній Америці компанією Yen Press.
| №  | Дата виходу       | ISBN                   |
| -- | ----------------- | ---------------------- |
| 1  | 23 серпня 2018    | ISBN 978-4-04-065045-6 |
| 2  | 23 березня 2019   | ISBN 978-4-04-065494-2 |
| 3  | 20 вересня 2019   | ISBN 978-4-04-064027-3 |
| 4  | 23 березня 2020   | ISBN 9784-04-064500-1  |
| 5  | 23 вересня 2020   | ISBN 978-4-04-064893-4 |
| 6  | 23 березня 2021   | ISBN 978-4-04-680305-4 |
| 7  | 22 вересня 2021   | ISBN 978-4-04-680734-2 |
| 8  | 23 березня 2022   | ISBN 978-4-04-681224-7 |
| 9  | 21 жовтня 2022    | ISBN 978-4-04-681767-9 |
| 10 | 23 березня 2023   | ISBN 978-4-04-682244-4 |
| 11 | 22 листопада 2023 | ISBN 978-4-04-682839-2 |
| 12 | 23 травня 2024    | ISBN 978-4-04-683566-6 |

### Аніме
Під час прямого ефіру, присвяченого першій річниці вебсайту ранобе Kadokawa «Kimirano» 15 березня 2020 року, було оголошено, що серіал отримає аніме-адаптацію. Серія була анімована студією J.C.Staff і виходила з 4 квітня по 20 червня 2021 року на каналах AT-X, Tokyo MX, KBS Kyoto, SUN та BS-NTV. Режисером серії був Хіроакі Акага, сценарії написала Юкіє Суґавара, дизайн персонажів розробив Соота Сува, а музику для серії створив Масато Кода. Міку Іто виконав початкову тему «No.6», а Мію Томіта, Саяка Кікучі, Нацумі Муракамі та Мінамі Такахаші виконали кінцеву пісню «Home Sweet Home» як їхні відповідні персонажі. Серіал складається з 12 епізодів.
Funimation була співпродюсером серії та транслювала її на своєму вебсайті в Північній Америці та Британських островах, в Європі через Wakanim, а в Австралії та Новій Зеландії через AnimeLab. Після придбання Sony компанії Crunchyroll, серія була перенесена на Crunchyroll. Компанія Muse Communication ліцензувала серію для Південно-Східної та Південної Азії та транслювала її на своєму каналі Muse Asia на YouTube та Bilibili.

#### Список серій
| № серії | Назва серії | Режисер(и)     | Сценарист(и)  | Оригінальна дата показу |
| ------- | --- | -------------- | ------------- | ----------------------- |
| 1       | «Шпигуни будуть відправлені!» Транслітерація: «Kōsakuin, Haken Shimasu!» (яп. 工作員、派遣します！)                         | Макото Сокуза  | Юкіє Суґавара | 4 квітня 2021           |
| 2       | «Знищіть своїх бізнес-суперників!» Транслітерація: «Shōbaigataki o Jūrin Seyo» (яп. 商売仇を蹂躙せよ)                       | Сеунґ Деок Кім | Юкіє Суґавара | 11 квітня 2021          |
| 3       | «Правильний спосіб очистити вежу!» Транслітерація: «Tadashii Tō no Kōryaku-hō» (яп. 正しい塔の攻略法)                       | Нана Фудзівара | Юкіє Суґавара | 18 квітня 2021          |
| 4       | «Як перемогти злого лідера!» Транслітерація: «Aku no Kanbu no Taoshikata» (яп. 悪の幹部の倒し方)                            | Йошітака Кояма | Юкіє Суґавара | 25 квітня 2021          |
| 5       | «Стати героєм!» Транслітерація: «Hīrō ni Naru Tame ni» (яп. ヒーローになるために)                                           | Таїкі Нішімура | Юкіє Суґавара | 2 травня 2021           |
| 6       | «Бійці будуть відправлені!» Транслітерація: «Sentōin, Haken Shimasu!» (яп. 戦闘員、派遣します！)                            | Кен'їчі Нішіда | Юкіє Суґавара | 9 травня 2021           |
| 7       | «Дівчина, що займається обманом для шлюбу!» Транслітерація: «Petenshikei Konkatsu Joshi» (яп. ペテン師系婚活女子)           | Нана Фудзівара | Кō Шіґенобу   | 16 травня 2021          |
| 8       | «Корумпований, чорносердечний лицар» Транслітерація: «Haragurokei Oshoku Kishi» (яп. 腹黒系汚職騎士)                        | Таїкі Нішімура | Кō Шіґенобу   | 23 травня 2021          |
| 9       | «М'ясоїдна химера!» Транслітерація: «Nikushokukei Joshi Kimera» (яп. 肉食系女子キメラ)                                      | Макото Сокуза  | Кō Шіґенобу   | 30 травня 2021          |
| 10      | «Лідери Кісарагі будуть транслюватися!» Транслітерація: «Kisaragi Kanbu, Haishin Shimasu!» (яп. キサラギ幹部、配信します！) | Тарō Кубо      | Кō Шіґенобу   | 6 червня 2021           |
| 11      | «Як змусити злого лідера плакати!» Транслітерація: «Aku no Kanbu no Nakasekata» (яп. 悪の幹部の泣かせ方)                    | Нана Фудзівара | Юкіє Суґавара | 13 червня 2021          |
| 12      | «Сильний партнер і розумний партнер!» Транслітерація: «Tsuyoi Aibō to Kashikoi Aibō» (яп. 強い相棒と賢い相棒)               | Кен'їчі Нішіда | Юкіє Суґавара | 20 червня 2021          |